# لشکر ۵۲ پیاده (کره جنوبی)
لشکر ۵۲ پیاده کره جنوبی (انگلیسی: 52nd Infantry Division) لشکر پیاده‌نظام نیروی زمینی جمهوری کره است، که در سال ۱۹۸۴ تأسیس شد.
این لشکر یک تشکیلات نظامی از ارتش کره جنوبی است. لشکر ۵۲ تابع فرماندهی دفاع پایتخت است و ستاد فرماندهی آن در شهر گوانگمیونگ، استان گیونگی-دو قرار دارد. مسئولیت آن دفاع از سئول و آموزش سربازان جدید است.